# Jacksonport
Jacksonport é uma cidade  localizada no estado americano de Arkansas, no Condado de Jackson.

## Demografia
Segundo o censo americano de 2000, a sua população era de 235 habitantes.
Em 2006, foi estimada uma população de 214, um decréscimo de 21 (-8.9%).

## Geografia
De acordo com o United States Census Bureau, a localidade tem uma área de 0,9 km², sem área coberta por água. Jacksonport localiza-se a aproximadamente 71 m acima do nível do mar.

## Localidades na vizinhança
O diagrama seguinte representa as localidades num raio de 16 km ao redor de Jacksonport.